# Dahurarv
Dahurarv (Cerastium davuricum) är en nejlikväxtart som beskrevs av Fischer. Dahurarv ingår i släktet arvar, och familjen nejlikväxter. Arten har ej påträffats i Sverige.